# 魯庭暉
魯庭暉（英語：Lo Ting-fai，1979年12月20日—），暱稱魯暉（Lofai），香港傳媒人，曾任香港電視娛樂有限公司（ViuTV）總經理，電訊盈科媒體集團旗下公司MakerVille行政總裁（于2025年8月6日離任）、香港電視娛樂有限公司董事會成員。2025年8月11日起，任華納音樂亞太地區總裁。

## 生平
魯庭暉出身於香港的基層家庭，早年一家四口在黃竹坑邨公屋生活，小學就讀於聖伯多祿天主教小學（1991年小六），小學畢業後在南區的新會商會陳白沙紀念中學完成中一年級，中二年級時轉校，以優異成績插班入讀皇仁書院。1998年入讀香港中文大學生物系，在課餘時間報讀香港商業電台創作訓練班，經過努力在一年後成功轉系至心儀的新聞與傳播學院，曾擔任新傳院會主席及《大學線月刊》執行編輯，2002年以一級榮譽學士畢業，後申請獎學金赴英國，取得牛津大學社會學碩士。2004年畢業後選擇投身廣告業，在陳黃朱梅廣告行工作，為SUNDAY、九巴等客戶創作廣告，深受老師曾錦程的賞識，其後進入全球知名廣告公司Wieden+Kennedy，先後在上海及倫敦分部工作。及後獲美國蘋果公司委任為亞洲區創意總監。
2010年，魯庭暉放棄美國事業回港，加入電訊盈科集團，起初負責黃頁業務，後轉職至電訊盈科旗下收費電視台Now TV，曾任電視及新媒體高級副總裁（策略），以及管理製作、節目和廣告部門。2014年獲委任為香港電視娛樂有限公司董事、總經理，參與籌辦一家新的免費電視台ViuTV，並選擇以實況娛樂節目（真人實境節目）作為新電視台的主打節目，在ViuTV開台後繼續掌管ViuTV電視業務。
2022年4月，卸任香港電視娛樂有限公司總經理，改為出任集團旗下另一公司MakerVille行政總裁，專注於內容創作、藝人管理及活動管理。2023年9月，兼任OTT平台Viu營運總監（COO）。
2025年8月6日，魯庭暉卸任MakerVille行政總裁，並於2025年8月11日起，擔任華納音樂亞太地區總裁。

## 歌曲創作
以筆名「余日」參與歌曲填詞，作品包括MIRROR歌曲《12》以及《We All Are》的填詞。